# Ото (Липе-Браке)
Вижте пояснителната страница за други личности с името Ото.
Ото фон Липе-Браке (на немски: Otto von Lippe-Brake; * 21 септември 1589, † 18 ноември 1657 в Бломберг) от фамилията Дом Липе е от 1621 до 1657 г. граф на Липе-Браке.
Той е син на Симон VI (1554 – 1613), граф на Липе-Детмолд, и втората му съпруга графиня Елизабет фон Холщайн-Шаумбург (1566 – 1638), дъщеря на граф Ото IV фон Холщайн-Шаумбург. Брат е на по-големия Симон VII и на по-малкия Филип. През 1621 г. страната е разделена и Ото основава линията Липе-Браке, която измира през 1709 г.
Ото е приет в литературното общество Fruchtbringende Gesellschaft.
Ото се жени на 5 октомври 1626 г. в Диленбург за Маргарета фон Насау-Диленбург (* 6 септември 1606, † 1661), дъщеря на граф Георг фон Насау-Диленбург и втората му съпруга графиня Амалия фон Сайн-Витгенщайн. Двамата имат 12 деца.

## Деца
Ото и съпругата му Маргарета фон Насау-Диленбург имат 12 деца. Доротея се смята за шестото дете.
- Казимир (1627 – 1700), женен на 28 май 1663 г. в Хомбург за Амалия, графиня Анна Амалия фон Сайн-Витгенщайн-Хомбург (1642 – 1683)
- Ернст (* 10 октомври 1628; † 25 декември 1628)
- Амалия (* 20 септември 1629; † 9 август 1676), омъжена на 27 февруари 1666 г. в Детмолд за Херман Адолф, граф на Липе-Детмолд (1616 – 1666)
- Юлиана (* 17 декември 1630; † 23 януари 1631)
- Сабина (* 29 ноември 1631; † 28 октомври 1684)
- Доротея (* 23 февруари 1633; † 1706), омъжена на 10 май 1665 г. в Браке за Йохан, граф на Куновитц (1624 – 1700)
- Вилхелм (* 12 април 1634; † февруари 1690 в Англия), женен на 19 май 1667 г. в Текленбург за Лудовика Маргарета, графиня фон Бентхайм-Текленбург (1648 – 1722)
- Мориц (* 9 август 1635; † 4 август 1666)
- Фридрих (* 10 юли 1638; † 13 януари 1684), женен на 3 април 1674 г. за херцогиня София Луиза фон Шлезвиг-Холщайн-Зондербург (1650 – 1714), родители на Лудвиг-Фердинанд, последният граф фон Липе-Браке
- Отилия (* 7 ноември 1639; † 20 октомври 1680), омъжена на 26 август 1667 г. в Браке за граф Фридрих Еберхард фон Льовенщайн-Вертхайм-Вирнебург (1629 – 1683)
- Георг (* 21 ноември 1641; † 24 юни 1703), генерал-лейтенант, женен (1691) за Доротея Агнес Мария Сауерман († 1692)
- Август (* 9 септември 1644 в дворец Браке; † 19 юни 1701 в Нойвид), генерал, фелдмаршал на Хесен-Касел, ландкомтур на Балей Хесен на Немския орден, погребан в църквата Св. Елизабет в Марбург